# Ільц (річка)
Ільц або Їлець (нім. Ilz, чеськ. Jilec) — річка, що протікає через Баварський ліс у Німеччині. Ліва притока Дунаю, має довжину 65 км, протягом якого тече в діапазоні висот ~ 780 м. Площа водозбірного басейну — 850 км². Ільц витікає біля Рахельських гір. Впадає в Дунай у місті Пассау.

## Зовнішні посилання
- Річка Ільц (нім.)